# District judiciaire de Vélez-Rubio
Le district judiciaire de Vélez-Rubio (espagnol : partido judicial de Vélez-Rubio) est un des huit districts judiciaires qui composent la province d'Almería. Le district administratif de Vélez-Rubio est en sixième position. Il englobe 11.571 habitants dans 4 communes, sur une superficie totale de 1.145 km² dont le siège est fixé à Vélez-Rubio.

## Communes
| - Chirivel - María - Vélez-Blanco - Vélez-Rubio |

## Tribunaux
Le district judiciaire est composé de :
- 1 tribunal de première instance
- 1 tribunal d'instruction